# Emiliano Martínez
Damián Emiliano (Dibu) Martínez Romero (Mar del Plata, 2 september 1992) is een Argentijns voetballer die als doelman speelt voor Aston Villa. Martinez maakte in 2021 zijn debuut in het Argentijns voetbalelftal, waarmee hij in 2022 wereldkampioen werd.

## Clubcarrière

### Arsenal
Martínez verruilde in 2010 de jeugdopleiding van CA Independiente voor die van Arsenal. Dat verhuurde hem in 2012 aan Oxford United, op dat moment actief in de League Two. Martínez debuteerde op 5 mei 2012 in het shirt van Oxford in het betaald voetbal, tegen Port Vale.
Martínez debuteerde op 26 september 2012 voor Arsenal, in een wedstrijd om de League Cup tegen Coventry City. In de volgende ronde stond hij ook in het doel, tegen Reading. In die wedstrijd boog Arsenal een 4-0-achterstand om in een 5-7-overwinning. Op 15 oktober 2013 werd hij uitgeleend aan Sheffield Wednesday. Hij debuteerde voor The Owls op 23 november 2013 tegen Huddersfield Town. In totaal speelde hij 11 wedstrijden voor Sheffield Wednesday in de Championship. In de zomer keerde hij terug bij Arsenal, waar hij samen met nieuwkomer David Ospina de concurrentie aanging om de plaats van Wojciech Szczęsny, de eerste doelman van Arsenal. Op 22 november 2014 moest hij tegen Manchester United invallen omdat Szczęsny geblesseerd van het veld moest. Deze wedstrijd eindigde in 1-2 voor Manchester United. Coach Arsène Wenger verkoos hem ook boven Ospina voor de volgende wedstrijd tegen West Bromwich Albion. Het was echter niet genoeg om het seizoen bij Arsenal af te maken; in de winterperiode werd hij verhuurd aan Rotherham United. In de zomer van 2015 werd Martínez eveneens verhuurd, ditmaal aan Wolverhampton. In seizoen 2016/17 werd Martínez niet uitgeleend, maar kon hij maar 2 keer opdraven in de Premier League. Vanwege het geringe perspectief werd hij een seizoen daarna weer verhuurd, aan het Spaanse Getafe CF. In januari 2019 contracteerde Reading Martínez voor een half seizoen.
In het seizoen 2019/20 brak Martinez dan eindelijk door als eerste keeper bij Arsenal. Bernd Leno werd door een blessure tegen Brighton & Hove Albion op 20 juni 2020 en Martinez speelde voor het eerst sinds in drie jaar weer een Premier League-wedstrijd. Hierna bleef Martinez eerste keeper. Op 1 augustus won Martinez met Arsenal de FA Cup tegen Chelsea. Bij het optillen van de prijs werd hij duidelijk geëmotioneerd. Ook de wedstrijd tegen Liverpool om de Community Shield op 29 augustus speelde Martinez. Arsenal won die prijs op penalty's. Daarna kwam Leno terug als eerste keeper van Arsenal en kwam er veel interesse van andere Premier League-teams voor Martinez. Uiteindelijk kwam Martinez in acht jaar bij Arsenal tot 38 wedstrijden.

### Aston Villa
In september 2020 kwam Martínez' dienstverband bij Arsenal ten einde. Hij transfereerde naar Aston Villa. Op 21 september 2020 maakte hij zijn debuut in de met 1-0 gewonnen thuiswedstrijd tegen Sheffield United. In die wedstrijd stopte hij een strafschop. Bij Villa groeide Martínez alsnog uit tot belangrijke kracht.

## Clubstatistieken
| Seizoen | Club                  | Land              | Competitie       | Competitie | Competitie | Beker | Beker | Internationaal | Internationaal | Totaal | Totaal |
| Seizoen | Club                  | Land              | Competitie       | Wed.       | Dlp.       | Wed.  | Dlp.  | Wed.           | Dlp.           | Wed.   | Dlp.   |
| ------- | --------------------- | ----------------- | ---------------- | ---------- | ---------- | ----- | ----- | -------------- | -------------- | ------ | ------ |
| 2011/12 | → Oxford United       | Vlag van Engeland | League Two       | 1          | 0          | 0     | 0     | —              | —              | 1      | 0      |
| 2012/13 | Arsenal               | Vlag van Engeland | Premier League   | 0          | 0          | 2     | 0     | 0              | 0              | 2      | 0      |
| 2013/14 | → Sheffield Wednesday | Vlag van Engeland | Championship     | 11         | 0          | 4     | 0     | —              | —              | 15     | 0      |
| 2014/15 | Arsenal               | Vlag van Engeland | Premier League   | 4          | 0          | 0     | 0     | 2              | 0              | 6      | 0      |
| 2014/15 | → Rotherham United    | Vlag van Engeland | Championship     | 8          | 0          | 0     | 0     | —              | —              | 8      | 0      |
| 2015/16 | → Wolverhampton       | Vlag van Engeland | Championship     | 13         | 0          | 2     | 0     | —              | —              | 15     | 0      |
| 2016/17 | Arsenal               | Vlag van Engeland | Premier League   | 2          | 0          | 3     | 0     | 0              | 0              | 5      | 0      |
| 2017/18 | → Getafe              | Vlag van Spanje   | Primera División | 4          | 0          | 2     | 0     | —              | —              | 6      | 0      |
| 2018/19 | Arsenal               | Vlag van Engeland | Premier League   | 0          | 0          | 0     | 0     | 1              | 0              | 1      | 0      |
| 2018/19 | → Reading             | Vlag van Engeland | Championship     | 18         | 0          | 0     | 0     | —              | —              | 18     | 0      |
| 2019/20 | Arsenal               | Vlag van Engeland | Premier League   | 9          | 0          | 8     | 0     | 6              | 0              | 23     | 0      |
| 2020/21 | Arsenal               | Vlag van Engeland | Premier League   | 0          | 0          | 1     | 0     | 0              | 0              | 1      | 0      |
| 2020/21 | Aston Villa           | Vlag van Engeland | Premier League   | 38         | 0          | 0     | 0     | —              | —              | 38     | 0      |
| 2021/22 | Aston Villa           | Vlag van Engeland | Premier League   | 36         | 0          | 1     | 0     | —              | —              | 37     | 0      |
| 2022/23 | Aston Villa           | Vlag van Engeland | Premier League   | 36         | 0          | 1     | 0     | —              | —              | 37     | 0      |
| 2023/24 | Aston Villa           | Vlag van Engeland | Premier League   | 34         | 0          | 3     | 0     | 10             | 0              | 47     | 0      |
| Totaal  | Totaal                | Totaal            | Totaal           | 314        | 0          | 27    | 0     | 19             | 0              | 260    | 0      |

## Interlandcarrière
Martínez werd in juni 2011 voor het eerst opgeroepen voor de Argentijnse nationale ploeg, als vervanger voor Óscar Ustari, maar speelde niet.
Pas eind 2019 behoorde hij opnieuw tot de selectie. Zijn debuut volgde in juni 2021 tegen Chili. In de door Argentinië gewonnen Copa América 2021 keepte hij bijna alle wedstrijden, en werd hij gekozen tot doelman van het toernooi.
Tijdens het wereldkampioenschap voetbal 2022 in Qatar werd hij samen met het elftal op 18 december 2022 wereldkampioen na het winnen van de finale tegen Frankrijk met een eindstand van 4-2 (strafschoppen). Zelf hield hij tijdens deze finale een strafschop tegen en nog meer in voorgaande wk-wedstrijden. Hierdoor werd hij uitgeroepen tot doelman van het toernooi en mocht hij tevens de Golden Glove in ontvangst nemen.

## Erelijst
| FA Cup              | 1x | 2019/20          |
| FA Community Shield | 3x | 2014, 2015, 2020 |

| Competitie                     | Winnaar    | Winnaar    | Runner-up  | Runner-up  | Derde      | Derde      |
| Competitie                     | Aantal     | Jaren      | Aantal     | Jaren      | Aantal     | Jaren      |
| Argentinië                     | Argentinië | Argentinië | Argentinië | Argentinië | Argentinië | Argentinië |
| ------------------------------ | ---------- | ---------- | ---------- | ---------- | ---------- | ---------- |
| FIFA-wereldkampioenschap       | 1x         | 2022       |            |            |            |            |
| CONMEBOL Copa América          | 1x         | 2021       |            |            |            |            |
| CONMEBOL–UEFA Cup of Champions | 1x         | 2022       |            |            |            |            |

## Privé
Hij heeft de bijnaam "Dibu" (afkorting van Dibujo, Spaans voor tekenen), naar een animatiefiguurtje in de Argentijnse televisieserie Mi familia es un dibujo. Hij kreeg de bijnaam toen hij bij Club Atlético Independiente speelde.
Martínez is sinds 2017 getrouwd met jeugdliefde Amanda. Het stel heeft een zoon Santi en een dochter Ava.
2 Cash ·
3 Carlos ·
4 Konsa ·
5 Mings ·
6 Barkley ·
7 McGinn  ·
8 Tielemans ·
Rashford ·
10 Buendía ·
11 Watkins ·
12 Digne ·
14 Torres ·
18 Gauci ·
19 Philogene ·
20 Nedeljković ·
22 Maatsen ·
23 Martínez ·
24 Onana ·
25 Olsen ·
26 Bogarde ·
27 Rogers ·
30 Hause ·
31 Bailey ·
41 Ramsey ·
44 Kamara ·
50 Swinkels ·
Coach: Emery
1 Armani ·
2 Foyth ·
3 Tagliafico ·
4 Montiel ·
5 Paredes ·
6 Pezzella ·
7 De Paul ·
8 Acuña ·
9 Álvarez ·
10 Messi  ·
11 Di María ·
12 Rulli ·
13 Romero ·
14 Palacios ·
15 Correa ·
16 Almada ·
17 Gómez ·
18 Rodríguez ·
19 Otamendi ·
20 Mac Allister ·
21 Dybala ·
22 La. Martínez ·
23 E. Martínez ·
24 Fernández ·
25 Li. Martínez ·
26 Molina ·
Coach: Scaloni